# European Geostationary Navigation Overlay Service

Logo von EGNOS

Der European Geostationary Navigation Overlay Service (EGNOS) ist ein europäisches Differential Global Positioning System (DGPS) als Erweiterungssystem zur Satellitennavigation. Es steigert regional begrenzt auf Europa die Positionsgenauigkeit von GNSS und ist funktionell und protokollmäßig voll kompatibel zu dem amerikanischen WAAS, dem japanischen MSAS und dem indischen GAGAN, die ihre Korrekturdaten ebenfalls über Satelliten verteilen (Satellite Based Augmentation System, SBAS). Der Empfang von EGNOS setzt eine Sichtverbindung zu einem geostationären Satelliten im Süden voraus.

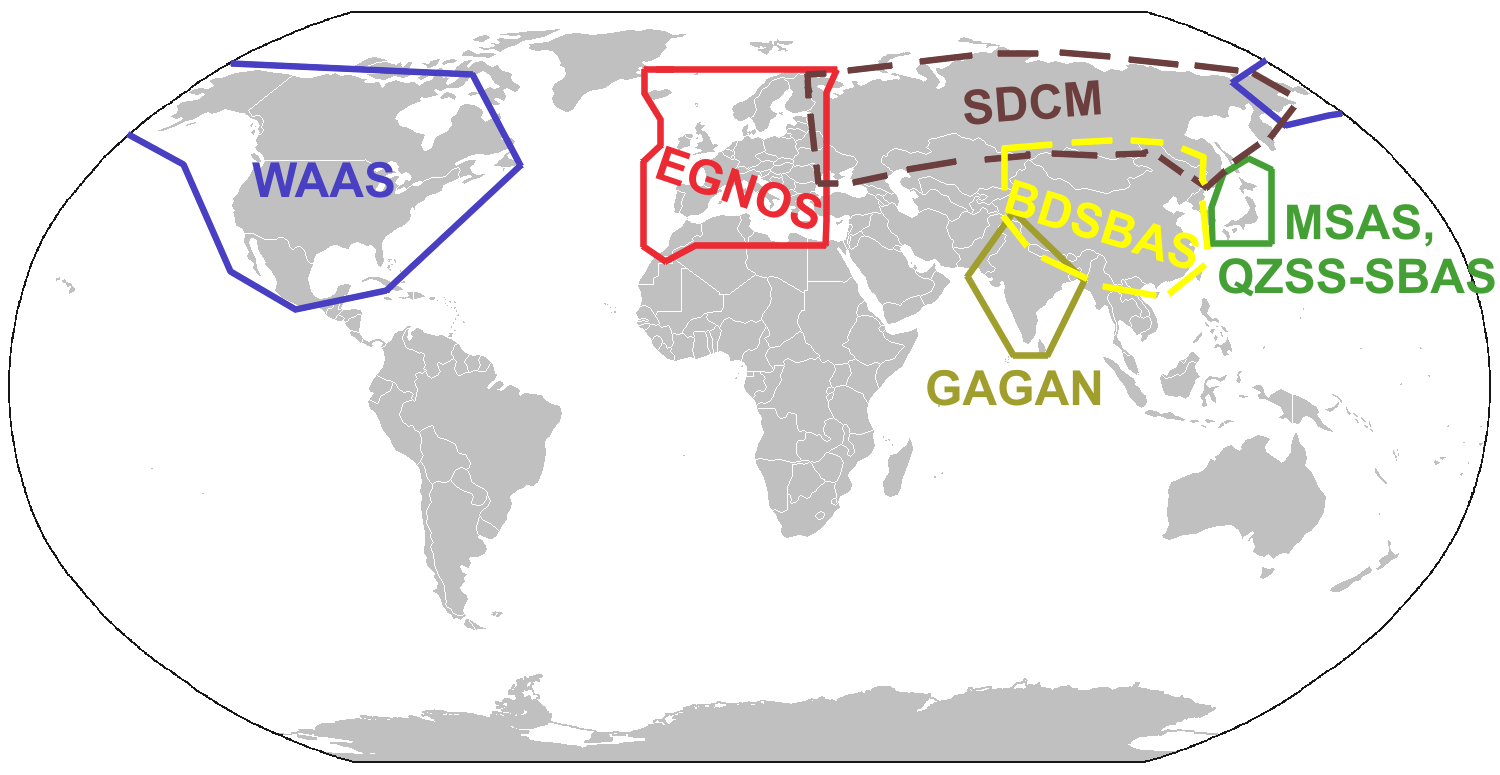
SBAS Service Areas

Neben Daten zur Verbesserung der Positionsgenauigkeit informiert EGNOS auch über die Integrität des GNSS: Innerhalb von 6 Sekunden erfahren die Nutzer des Safety-of-Life-Dienstes, wenn die Positionierungssysteme falsche Daten ausstrahlen oder der Empfang stark gestört ist. Der Safety-of-Life-Dienst kommt zum Einsatz, wenn korrekte Positionsangaben lebenswichtig sind, wie zum Beispiel im Flugverkehr.

## Hintergrund
Nachdem die künstlichen Phasenschwankungen des zivil nutzbaren C/A-Codes von GPS (Selective Availability) im Mai 2000 abgeschaltet wurden, sind Laufzeiteffekte in der Ionosphäre die größten verbleibenden Fehlerquellen. Die Geschwindigkeit der Funksignale der GNSS-Satelliten beim Passieren der Ionosphäre ist abhängig vom Ionisationsgrad. Deshalb hängt die Laufzeit nicht nur von der Entfernung zum Satelliten, sondern auch vom Ionosphärenzustand ab. Dieser Effekt könnte durch Vergleich der Laufzeiten auf zwei oder mehreren verschiedenen GNSS-Sendefrequenzbänder korrigiert werden, jedoch empfangen zivile, portable Navigationsgeräte im Regelfall nur auf einem Frequenzband das Signal der GNSS-Satelliten. Als der erste für den Massenmarkt tauglicher Zweifrequenz-Empfänger gilt der im Jahr 2018 auf den Markt gekommene Broadcom-Chip BCM 47755.
Herkömmliches differenzielles GPS erlaubt zwar eine hoch genaue Korrektur, aber nur in geringer Entfernung von dieser Station. Herkömmliches differenzielles GPS basiert auf einer einzelnen Referenzstation mit bekannter Position. Die tomografische Verknüpfung der von vielen Referenzstationen beobachteten Laufzeiten führt zu einer interpolierenden Karte der Elektronendichte der Ionosphäre. Diese Karte ermöglicht den Empfängern eine grobe Korrektur. Für die Korrektur muss sich der Empfänger im von den Referenzstationen abgedeckten Bereich befinden.

## Systemaufbau

### EGNOS-Bodenstationen

Karte der EGNOS-Bodenstationen

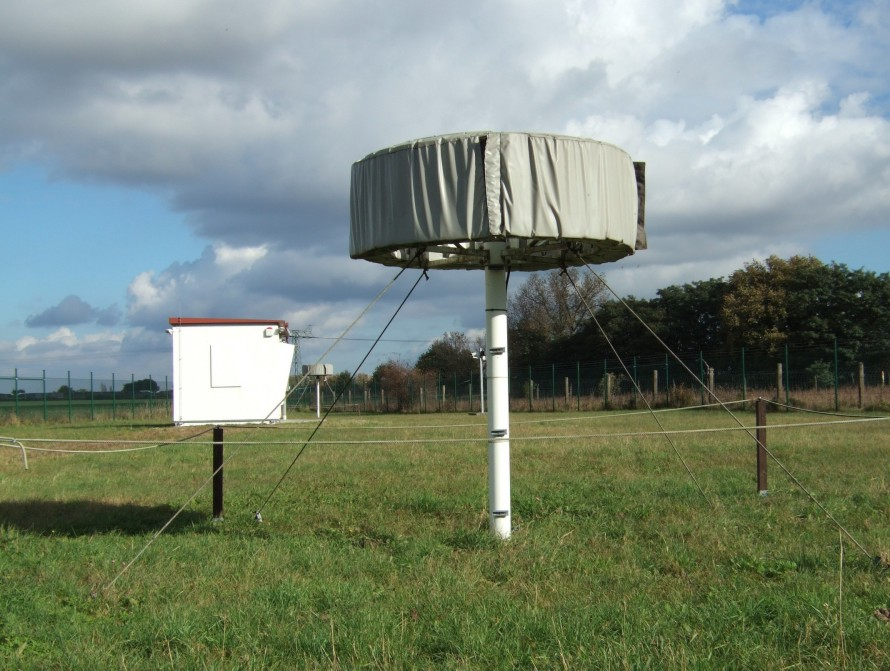
EGNOS-RIMS-Station BRN (Berlin)

40 Referenzstationen (Ranging and Integrity Monitoring Station, RIMS) in Europa, Nordafrika und dem Nahen Osten empfangen die Signale der GPS-, GLONASS- und Galileo-Satelliten. Da die Stationen typischerweise viel weiter voneinander entfernt sind als die Ionosphäre hoch ist, müssen sie, um die Ionosphäre flächendeckend zu erfassen, die Satelliten bis dicht über dem Horizont empfangen. Um dabei störenden Mehrwegempfang durch Reflexionen am Boden zu unterdrücken, werden spezielle Choke-Ring-Antennen verwendet.
Aus den Daten der RIMS berechnen zwei redundante Kontrollzentren (Master Control Center, MCC) bei Madrid und Rom sowohl Korrekturen der Satellitenpositionen als auch aktuelle Karten der Elektronendichte der Ionosphäre zur Laufzeitkorrektur.
Sechs Up-Link-Stationen (Navigation Land Earth Station, NLES), je zwei redundante pro Satellitenorbit, senden die Korrekturdaten zur flächendeckenden Verteilung an die geostationären Satelliten.

### EGNOS-Satelliten

#### Aktuell in Betrieb stehende Transponder
Folgende geostationäre Satelliten strahlen bzw. strahlten das EGNOS-Korrektursignal aus:
| EGNOS-Betrieb | PRN | ID | Signale | Orbitposition | Satellit          | Bemerkung                                                          |
| ------------- | --- | -- | ------- | ------------- | ----------------- | ------------------------------------------------------------------ |
| Testmodus     | 121 |    | L1, L5  | 5° West       | Eutelsat 5 West B | gestartet am 9. Oktober 2019, EGNOS-Betrieb ab Ende September 2023 |
| In Betrieb    | 123 | 36 | L1, L5  | 23,5° Ost     | Astra 5B          | gestartet am 22. März 2014, EGNOS-Betrieb seit 11. Dezember 2014   |
| In Betrieb    | 136 | 49 | L1, L5  | 5,0° Ost      | SES-5             | gestartet am 9. Juli 2012, EGNOS-Betrieb seit 13. August 2015      |

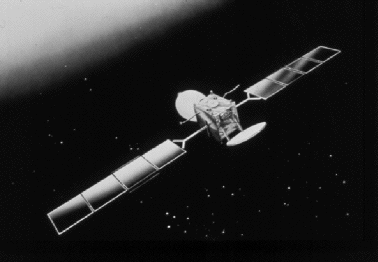
Inmarsat-3-Satellit

Neben dem seit 2006 ausgestrahlten regulären EGNOS-Signal ist das EGNOS-Signal von einem der Satelliten nur für Testzwecke vorgesehen (EGNOS System Test Bed (ESTB)).
Damit einfache GNSS-Empfänger keine weitere Empfangseinheit benötigen, versenden die geostationären Satelliten die Korrekturdaten auf der GPS L1-Frequenz. Zur Trennung mittels CDMA werden C/A-Codes ab PRN 120 verwendet, reguläre GPS-Satelliten benutzen den Kennungsbereich von 1 bis 32.
Zur Erhöhung der Ortungsgenauigkeit sollten bei Vermessungs- oder Navigationsarbeiten Wege so gewählt werden, dass am Startpunkt für längere Zeit Sichtverbindung zu mindestens einem EGNOS-Satelliten besteht und Gebiete mit vollständiger Abschattung gemieden oder zügig durchquert werden.

#### Außer Betrieb stehende Transponder
In der Vergangenheit wurde auch ein Signal über die Satelliten Inmarsat-3 F2 (PRN 120), ARTEMIS (PRN 124; ID 37) und Inmarsat-4 F2 (PRN 126; ID 39) gesendet.

### Verteilung der EGNOS-Korrekturdaten über Internet
Da die geostationären Satelliten in Europa nicht hoch am Himmel stehen und deshalb vor allem für mobile Nutzer in Städten ihre Signale schlecht zu empfangen sind, werden die Daten auch zeitnah über das Internet verteilt.
Alle versendeten Datensätze werden archiviert und sind frei per FTP verfügbar. Das erlaubt die nachträgliche Korrektur (Postprocessing) von GNSS-Positionen (falls GNSS-Rohdaten aufgezeichnet wurden) und erleichtert die Anwendungsentwicklung.
Die auf diese Weise kostenlos verteilten Korrekturdaten haben eine nur geringe Datenrate. Die sehr viel umfangreicheren Rohdaten aller RIMS sind kostenpflichtig über einen Zugangspunkt erhältlich. Sie erlauben eine genauere Korrektur, insbesondere in den Umgebungen der RIMS, und haben eine garantierte Verfügbarkeit.

### EGNOS-kompatible GNSS-Empfänger
Viele GNSS-Empfänger unterstützen den Empfang des EGNOS-Korrektursignals über die EGNOS-Satelliten und können die EGNOS-Korrekturdaten verarbeiten. Hochwertige GNSS-Empfänger erlauben bei fehlender Sichtverbindung zu einem EGNOS-Satelliten den Empfang der EGNOS-Korrekturdaten über den Mobilfunk aus dem Internet. Die Nutzung des EGNOS-Dienstes Open Service ist kostenlos.
Als Designspezifikation liegt dem zu Grunde, dass sich 99 % der bestimmten Positionen innerhalb eines Kreises mit 40 Metern Radius um die wahre Position befinden. Falls diese Genauigkeit auf Grund von Systemanomalien nicht mehr garantiert werden kann, erfolgt innerhalb von sechs Sekunden eine Warnung.

## EGNOS-Versionen

### EGNOS v2
Das System befindet sich seit 1. Oktober 2009 im offiziellen Betrieb. Die Freigabe für Safety-of-Life-Anwendungen war für 2010 angekündigt. Im Juli 2010 wurde das Signal für die Systemintegrität zertifiziert, die Live-Schaltung scheiterte jedoch zunächst (Anfang August) an einem Software-Fehler. Seit Dezember 2010 wird dieses Signal nun gesendet. Der Anbieter erlaubt offiziell seit dem 2. März 2011 dessen Nutzung. Am 15. Dezember 2011 gab das Bundesaufsichtsamt für Flugsicherung (BAF) für Deutschland seine Zustimmung zur Nutzung des Dienstes Safety-of-Life.
Die Kennwerte des Safety of Life-Dienst mit EGNOS v2-kompatiblen GNSS-Empfängern sind:
- Korrekturdaten für: GPS L1 C/A[19]
- Genauigkeit (Horizontal): 3 Meter (mit 95 % Wahrscheinlichkeit)
- Genauigkeit (Vertikal): 4 Meter (mit 95 % Wahrscheinlichkeit)

Der Betrieb des Safety of Life-Dienst mit EGNOS v2-kompatiblen GNSS-Empfängern wird bis 2030 garantiert.

### EGNOS v3
Am 20. November 2013 hat das Europäische Parlament die weitere Finanzierung von EGNOS und des Satellitennavigationssystems Galileo in Höhe von 7 Milliarden Euro für den Zeitraum 2014–2020 genehmigt. Airbus arbeitet mit mehreren Partnern an EGNOS v3, einer Evolutionsstufe des Systems, die die Positionsgenauigkeit von GPS wie auch Galileo erhöhen wird. EGNOS v3 wird die Korrekturdaten für zwei verschiedene Frequenzbänder unterstützen: L1/E1 (1575 MHz) und L5/E5 (1176 MHz). EGNOS v3 wird auch Zweifrequenzband-GNSS-Empfänger für den Dienst Safety of Life unterstützen, was die Positionsgenauigkeit erhöht.
In einer ersten Phase soll bis 2028 das neue System v3.1 abwärtskompatibel zu v2 in Betrieb genommen werden.
Anschließend sollen bis 2029 mit v3.2 diese Verbesserungen kommen:
- Unterstützung für Galileo (bisher nur GPS)
- Unterstützung für die Safety-of-Life Band Signale L5 und E5 (bisher nur GPS L1)
- Verbesserte Verfügbarkeit am Rande des Servicegebietes wie z. B. Island

Es laufen auch Überlegungen künftig die Signale gegen Spoofing zu authentifizieren. Dies muss allerdings zuerst durch die ICAO standardisiert werden.

## Administration
EGNOS ist ein gemeinsames Projekt der ESA, der EU und der europäischen Flugsicherung Eurocontrol, die gemeinsam als European Tripartite Group (ETP) das Projekt vorbereiteten. Verantwortlich für Design und Entwicklung ist die ESA. Die Firma European Satellite Service Provider SAS (ESSP) mit Sitz in Toulouse (Frankreich) betreibt und vermarktet EGNOS im Auftrag der EU.